# Zemrane
Zemrane (franska: Zemrane (CR), Zemrane (Commune Rurale), arabiska: سور العز) är en kommun i Marocko.   Den ligger i provinsen El Kelaâ des Sraghna och regionen Marrakech-Safi, i den norra delen av landet, 260 km söder om huvudstaden Rabat. Antalet invånare är 15 996.